# 斯勒蒂瓦拉鄉 (奧爾特縣)
44°24′N 24°19′E / 44.400°N 24.317°E
斯勒蒂瓦拉鄉（羅馬尼亞語：Comuna Slătioara, Olt），是羅馬尼亞的鄉份，位於該國南部，由奧爾特縣負責管轄，處於布加勒斯特以西140公里，每年平均降雨量962毫米，海拔高度107米，2007年人口2,724。